# Anden Internationale
Anden Internationale var en organisation, der eksisterede fra 1889 til 1916 bestående af socialist- og arbejderpartier fra hele verden – dog hovedsageligt fra Europa. Anden Internationale blev oprettet i 1889 som efterfølger til Første Internationale, der var blevet opløst i 1876, hovedsageligt på grund af meget divergerende opfattelser af socialismen og dens udførelse i praksis, samt uenighed om hvor meget organisationen skulle styre de enkelte landes socialistpartier. Anden Internationale indeholdt ikke grupper af mere anarkistisk og syndikalistisk karakter.
Blandt Anden Internationales mest opsigtsvækkende initiativer var indførelsen af en fælles arbejderdag (1. maj) i 1889, samt bekendtgørelsen af den 8. marts som kvindernes internationale kampdag i 1910.
I forbindelse med første verdenskrig splittede de forskellige socialistiske partiers nationale tilhørsforhold organisationen. De socialistiske partier ville hellere støtte deres egne lande frem for en international kamp for socialismen, og i 1917 ophørte Anden Internationale med at eksistere, selvom organisationens egentlige død skete allerede ved krigsudbruddet 1914. Organisationen havde en række under-forbund, der i varierende grad blev  videreført efter 1. verdenskrig i forskellige organisationer, herunder Socialist International Women, der var ledet af  bl.a. den tyske kommunist Clara Zetkin og Socialistisk arbejderinternationale, også kaldet to-en-halv Internationale, der bestod indtil 1940. Efter opløsningen af Anden Internationale efter første verdenskrig fortsatte mange arbejdet i  Komintern, også kaldet Tredje Internationale.
Efter 2. verdenskrig blev i 1951 oprettet organisationen Socialistisk Internationale, der på mange måder kan karakteriseres som Anden Internationales direkte efterfølger. 

## Kendte medlemmer af den Anden Internationale
Tyskland:
- August Bebel
- Hugo Haase
- Karl Kautsky
- Karl Liebknecht
- Wilhelm Liebknecht
- Rosa Luxemburg
- Clara Zetkin

Frankrig:
- Jean Allemane
- Jules Guesde
- Jean Jaurès
- Gustave Hervé
- Édouard Vaillant

Rusland:
- Vladimir Lenin
- Georgi Plekhanov
- Pavel Axelrod

Letland:
- Rainis

Østrig:
- Victor Adler
- Karl Renner

Holland:
- Anton Pannekoek
- Pieter Jelles Troelstra

Belgien:
- Camille Huysmans
- Emile Vandervelde

Schweiz:
- Robert Grimm